# Чернушка Хьюитсона
Чернушка Хьюитсона (лат. Erebia hewitsonii) — вид бабочек из семейства бархатниц.

## Этимология названия
Вид назван в честь английского энтомолога Уильяма Чепмэна Хьюитсона (William Chapman Hewitson).

## Описание
Длина переднего крыла 21—23 мм. Усики головчатые, равные по своей длине половине костального края переднего крыла, на нижней стороне белесоватые. Крылья на верхней стороне буро-коричневого цвета, с рисунком, состоящим из коричнево-красных полей и чёрных глазчатых пятен с белыми центрами. Заднее крыло с коричнево-красной перевязью, на которой располагается полный ряд крупных глазчатых пятен. На нижней стороне на переднем крыле повторяется рисунок верха, заднее крыло тёмного цвета, буро-коричневого цвета. Бахромка одноцветная, тёмно-коричневого цвета. Самка окрашена несколько светлее.

## Ареал
Малый Кавказ (Месхетский (Аджаро-Имеретинский), Триалетский хребты и хребет Муровдаг). Известен на хребте Зигана в Турции. Бабочки населяют хорошо увлажненные поляны у верхней границы леса (преимущественно хвойного), субальпийские луга, на высотах 1800—2200 метров над уровнем моря.

## Биология
Развивается в одном поколении за год. Время лёта бабочек в июне — июле. Кормовые растения гусениц неизвестны (по аналогии с другими видами рода, должны быть злаками).